# Ophiothrix
Ophiothrix è un genere di Echinodermata della famiglia Ophiothrichidae.

## Specie
- Ophiothrix angulata (Say, 1825)
- Ophiothrix brachyactis H. L. Clark, 1915
- Ophiothrix fragilis
- Ophiothrix lineata Lyman, 1860
- Ophiothrix luetkeni Thomson, 1872
- Ophiothrix oerstedii Lütken, 1856
- Ophiothrix rudis Lyman, 1874
- Ophiothrix spiculata Le Conte, 1851
- Ophiothrix suensonii Lütken, 1856